# Побочинское сельское поселение
Побочинское се́льское поселе́ние — муниципальное образование в Одесском районе Омской области Российской Федерации.
Административный центр — село Побочино.

## История
Статус и границы сельского поселения установлены Законом Омской области от 30 июля 2004 года № 548-ОЗ «О границах и статусе муниципальных образований Омской области».

## Население
| 2010  | 2011  | 2012  | 2013  | 2014  | 2015  | 2016  |
| ----- | ----- | ----- | ----- | ----- | ----- | ----- |
| 1089  | →1089 | ↘1081 | ↗1112 | ↘1108 | ↘1096 | ↘1089 |
| 2017  | 2018  | 2019  | 2020  | 2021  | 2023  |       |
| ↗1101 | ↘1086 | ↗1087 | ↘1071 | ↗1079 | ↗1096 |       |

## Состав сельского поселения
| № | Населённый пункт | Тип населённого пункта       | Население |
| - | ---------------- | ---------------------------- | --------- |
| 1 | Побочино         | село, административный центр | ↗1096     |